# 玉川酒造
玉川酒造株式会社（たまがわしゅぞう、英文名称:Tamagawa Sake Brewery Co.,LTD. ）は、新潟県魚沼市須原に本社を置く企業（造り酒屋）。

## 概要
1673年（寛文13年）に高田藩の領内にあった、須原の豪農目黒家六代目当主の目黒五郎助が酒造権利を買い取り酒造りを始めたことに由来する。
目黒家では目黒邸の敷地内で酒造りをしていたが、1912年（大正元年）に風間敬治が目黒家の酒造権を引き継ぎ、現在の玉川酒造株式会社がある場所で「玉川屋酒店」を創業。1923年（大正12年）に目黒家17代当主の目黒文平が社長となり玉川醸造株式会社が発足。1953年（昭和28年）に社名を玉川酒造株式会社に変更。
1989年（平成元年）に雪を断熱シートで覆い、その中で日本酒を保存する雪中貯蔵庫（雪室）を建設。1990年（平成2年）には造り蔵や土蔵などを見学コースとする観光施設「越後ゆきくら館」を開設。ゆきくら館は2005年（平成17年）には来場者100万人を達成、2012年（平成24年）に来場者150万人を達成するなど地域の観光コースにもなっている。

## 主な銘柄

### 清酒
- 本醸造「魚沼玉風味」(インターナショナルワインチャレンジ2024 リージョナルトロフィー受賞)
- 吟醸「十九代玉風味」(全国燗酒コンテスト2023 最高金賞受賞)
- 吟醸「辛口赤玉風味」(シンガポールSAKEチャレンジ2024 金賞受賞)
- 純米吟醸「越乃雪蔵」(MONACO SAKE AWARD 2023 金賞受賞)
- 純米大吟醸「目黒五郎助」 (Kura Master2024 プラチナ賞受賞)
- 雪中貯蔵大吟醸原酒 「越後ゆきくら」(第94回関東信越国税局酒類鑑評会　最優秀賞受賞、令和6年全国新酒鑑評会 金賞受賞)
- 本醸造原酒生酒「しぼりたて玉風味」（冬季限定酒）
- 純米吟醸「イットキー」（ワイングラスでおいしい日本酒アワード2017最高金賞）
- にごり酒「守門の雪」

### 越後さむらい
アルコール度数が46度で焼酎なみの度数があり、日本国内で製造されている全ての日本酒の中で最もアルコール度数が高い。
なお、2006年に酒税法が改正されて以降は現在までリキュールの扱いとなっている。これは酒税法の改正によってアルコール度数が22度以上の物は一般に流通している日本酒と同じ製法（醸造した原酒にアルコール添加・加水しての製造）で作られているものであっても日本酒の定義から外れる規格外とされたためである。
2006年の酒税法改正前は、法的に「日本酒」となる酒のうち国内最高度数の日本酒であり、画像の通り、化粧箱・瓶のラベル共に「日本酒」の記載があった。なお、以前は「越後さむらい」という表記であったが、現在は「越後武士」と改称している（ただし、品名の読みは「えちごさむらい」のままである）。
玉川酒造はこの酒に関しては門外不出としており、新潟県外の酒店および酒類取扱店舗には一切卸していない。しかし、「どうしても呑んでみたい」と購入を求める顧客が多いため、現在は新潟県外在住の購買者向けにインターネットによる通信販売を行っている。かつてはネット通販やアンテナショップにも門戸を開かない完全な門外不出品あった。
一覧
括弧内はアルコール度数を示す。
- 越後武士（46度） - 1,800ml、720ml、180ml
- 越後武士 エイジドインオーク（43度） - 720ml、180ml

越後武士をアメリカンホワイトオーク樽で寝かせたもの。
- 越後武士 梅酒（18度） - 1,800ml、720ml、180ml

### その他の酒
- ゆきくら珈琲酒
- ゆずの酒　UZ
- スパークリング大吟醸ゆきくら生酒(終売)
- スーパー舞（36度）7年貯蔵古酒(終売)

### 酒を原料とする基礎化粧品
- 天然化粧酒（ゆきくら美白水）
- 乳液（モイスチャー・ミルク）
- 保湿クリーム（エッセンス・クリーム）
- 洗顔石鹸（エッセンス・ソープ）

### その他の製品
- 粕漬け
- 醤油
- 梅ジャム
- 梅干し
- 酒ケーキ
- 入浴剤

## 役員
- 代表取締役 - 風間勇人
- 取締役会長 - 風間健
- 取締役 - 森俊勝
- 監査役 - 風間建人
- 監査役 - 星野泰裕

## 周辺施設
- 目黒邸
- 奥只見レクリェーション都市公園 須原公園
- 須原スキー場
- 絵本の家ゆきぼうし

## アクセス
- 関越自動車道小出ＩＣから20分
- ＪＲ只見線越後須原駅徒歩5分